# Progressione del record mondiale della maratona femminile
I record mondiali nella maratona sono riconosciuti ufficialmente dalla World Athletics solo dal 1º gennaio 2004; in precedenza si parlava invece di "miglior prestazione mondiale".
Affinché un record possa essere omologato il tracciato deve rispettare gli standard stabiliti dalla stessa World Athletics, lunghezza 42,195 km, dislivello non superiore allo 0,1%. La misurazione e l'omologazione del percorso avviene ad opera di misuratori ufficiali. Questi effettuano la misura rispettando The Measurement of Road Race Courses edito nel 2004 dalla federazione internazionale, utilizzando il calibrated bicycle method. In caso di record del mondo (e/o continentale, e/o nazionale) la misura viene ripetuta a conferma della distanza corsa che non deve essere inferiore a quella ufficiale.
Esiste anche un'altra associazione, la Association of Road Racing Statisticians (ARRS), che compila statistiche relative a corse su strada, e che mantiene una diversa progressione dei record.

## Progressione
La progressione delle prestazioni è stata molto complessa e dibattuta. In "rosso" vengono elencati, per completezza, anche i record non certificati dalla IAAF nel corso degli ultimi decenni (anche se, in passato, alcuni furono ritenuti validi) In blu sono evidenziati i tempi ufficialmente ratificati dalla IAAF.
| Tempo     | Atleta              | Nazionalità    | Luogo                                                                               | Data              | Note       |
| --------- | ------------------- | -------------- | ----------------------------------------------------------------------------------- | ----------------- | ---------- |
| 5h40'     | Marie-Louise Ledru  | Francia        | Tour de Paris Marathon, Parigi                                                      | 29 settembre 1918 | ARRS       |
| 3h40'22"  | Violet Piercy       | Regno Unito    | Polytechnic Marathon, Londra                                                        | 3 ottobre 1926    | IAAF       |
| 3h37'07"  | Merry Lepper        | Stati Uniti    | Culver City, Stati Uniti d'America                                                  | 16 dicembre 1963  | IAAF       |
| 3h27'45"  | Dale Greig          | Regno Unito    | Ryde, Isola di Wight, Inghilterra                                                   | 23 maggio 1964    | IAAF, ARRS |
| 3h19'33"  | Mildred Sampson     | Nuova Zelanda  | Auckland, Nuova Zelanda                                                             | 16 agosto 1964    | IAAF       |
| 3h15'22"  | Maureen Wilton      | Canada         | Toronto, Canada                                                                     | 6 maggio 1967     | IAAF, ARRS |
| 3h07'26"2 | Anni Pede-Erdkamp   | Germania Ovest | Waldniel, Germania Ovest                                                            | 16 settembre 1967 | IAAF, ARRS |
| 3h02'53"  | Caroline Walker     | Stati Uniti    | Seaside, Stati Uniti d'America                                                      | 28 febbraio 1970  | IAAF, ARRS |
| 3h01'42"  | Elizabeth Bonner    | Stati Uniti    | AAU Eastern Regional Marathon, Philadelphia (Fairmount Park), Stati Uniti d'America | 9 maggio 1971     | IAAF, ARRS |
| 3h00'35"  | Sara Mae Berman     | Stati Uniti    | Brockton, Stati Uniti d'America                                                     | 30 maggio 1971    | IAAF       |
| 2h55'22"  | Elizabeth Bonner    | Stati Uniti    | New York City Marathon (Central Park), Stati Uniti d'America                        | 19 settembre 1971 | IAAF, ARRS |
| 2h49'40"  | Cheryl Bridges      | Stati Uniti    | Culver City, Stati Uniti d'America                                                  | 5 dicembre 1971   | IAAF, ARRS |
| 2h46'36"  | Michiko Gorman      | Stati Uniti    | Culver City, Stati Uniti d'America                                                  | 2 dicembre 1973   | IAAF, ARRS |
| 2h46'24"  | Chantal Langlacé    | Francia        | Neuf-Brisach, Francia                                                               | 27 ottobre 1974   | IAAF, ARRS |
| 2h43'54"5 | Jacqueline Hansen   | Stati Uniti    | Culver City, Stati Uniti d'America                                                  | 1º dicembre 1974  | IAAF, ARRS |
| 2h42'24"  | Liane Winter        | Germania Ovest | Boston Marathon, Boston, Stati Uniti d'America                                      | 21 aprile 1975    | IAAF       |
| 2h40'15"8 | Christa Vahlensieck | Germania Ovest | 5th International Marathon of TSG Dülmen, Dülmen, Germania Ovest                    | 3 maggio 1975     | IAAF, ARRS |
| 2h38'19"  | Jacqueline Hansen   | Stati Uniti    | Oregon Track Club Marathon, Eugene, Stati Uniti d'America                           | 12 ottobre 1975   | IAAF, ARRS |
| 2h35'15"4 | Chantal Langlacé    | Francia        | Oiartzun, Spagna                                                                    | 1º maggio 1977    | IAAF       |
| 2h34'47"5 | Christa Vahlensieck | Germania Ovest | Berlin Marathon                                                                     | 10 settembre 1977 | IAAF, ARRS |
| 2h32'29"8 | Grete Waitz         | Norvegia       | New York City Marathon                                                              | 22 ottobre 1978   | IAAF       |
| 2h27'32"6 | Grete Waitz         | Norvegia       | New York City Marathon                                                              | 21 ottobre 1979   | IAAF       |
| 2h31'23"  | Joan Benoit         | Stati Uniti    | Auckland Marathon, Auckland, Nuova Zelanda                                          | 3 febbraio 1980   | ARRS       |
| 2h30'57"1 | Patti Catalano      | Stati Uniti    | Montreal International Marathon, Montréal, Canada                                   | 6 settembre 1980  | ARRS       |
| 2h25'41"3 | Grete Waitz         | Norvegia       | New York City Marathon                                                              | 26 ottobre 1980   | IAAF       |
| 2h30'27"  | Joyce Smith         | Regno Unito    | Tokyo International Women's Marathon                                                | 16 novembre 1980  | ARRS       |
| 2h29'57"  | Joyce Smith         | Regno Unito    | Maratona di Londra                                                                  | 29 marzo 1981     | ARRS       |
| 2h25'28"7 | Allison Roe         | Nuova Zelanda  | New York City Marathon                                                              | 25 agosto 1981    | IAAF       |
| 2h29'01"6 | Charlotte Teske     | Germania Ovest | Orange Bowl Marathon, Miami, Stati Uniti d'America                                  | 16 gennaio 1982   | ARRS       |
| 2h26'12"  | Joan Benoit         | Stati Uniti    | Oregon Track Club Marathon, Eugene, Stati Uniti d'America                           | 12 settembre 1982 | ARRS       |
| 2h25'28"7 | Grete Waitz         | Norvegia       | Maratona di Londra                                                                  | 17 aprile 1983    | IAAF, ARRS |
| 2h22'43"  | Joan Benoit         | Stati Uniti    | Boston Marathon, Boston, Stati Uniti d'America                                      | 18 aprile 1983    | IAAF       |
| 2h24'26"  | Ingrid Kristiansen  | Norvegia       | Maratona di Londra                                                                  | 13 maggio 1984    | ARRS       |
| 2h21'06"  | Ingrid Kristiansen  | Norvegia       | Maratona di Londra                                                                  | 21 aprile 1985    | IAAF, ARRS |
| 2h20'47"  | Tegla Loroupe       | Kenya          | Rotterdam Marathon                                                                  | 19 aprile 1998    | IAAF, ARRS |
| 2h20'43"  | Tegla Loroupe       | Kenya          | Berlin Marathon                                                                     | 26 settembre 1999 | IAAF, ARRS |
| 2h19'46"  | Naoko Takahashi     | Giappone       | Berlin Marathon                                                                     | 30 settembre 2001 | IAAF, ARRS |
| 2h18'47"  | Catherine Ndereba   | Kenya          | Chicago Marathon                                                                    | 7 ottobre 2001    | IAAF, ARRS |
| 2h17'18"  | Paula Radcliffe     | Regno Unito    | Chicago Marathon                                                                    | 13 ottobre 2002   | IAAF, ARRS |
| 2h15'25"  | Paula Radcliffe     | Regno Unito    | Maratona di Londra                                                                  | 13 aprile 2003    | IAAF, ARRS |
| 2h14'04"  | Brigid Kosgei       | Kenya          | Chicago Marathon                                                                    | 13 ottobre 2019   | [ 43 ]     |
| 2h11'53"  | Tgist Assefa        | Etiopia        | Berlin Marathon                                                                     | 24 settembre 2023 | [ 44 ]     |
| 2h09'56"  | Ruth Chepngetich    | Kenya          | Chicago Marathon                                                                    | 13 ottobre 2024   |            |

In due diverse occasioni la IAAF ha dovuto ratificare il primato mondiale in occasione di Maratone esclusivamente di sole donne.
| Tempo    | Atleta          | Nazionalità | Luogo  | Data           | Note |
| -------- | --------------- | ----------- | ------ | -------------- | ---- |
| 2h17'42" | Paula Radcliffe | Regno Unito | Londra | 17 aprile 2005 | IAAF |
| 2h17'01" | Mary Keitany    | Kenya       | Londra | 23 aprile 2017 | IAAF |